# Gembloux Agro-Bio Tech
Faculté Universitaire De Gembloux / Algemeen är ett universitet i Belgien.   Det ligger i provinsen Hainaut och regionen Vallonien, i den centrala delen av landet, 40 km sydost om huvudstaden Bryssel.